# Comuna Cervona Znameanka, Kazanka
Cervona Znameanka (în ucraineană Червона Знам'янка) este o comună în raionul Kazanka, regiunea Mîkolaiiv, Ucraina, formată din satele Cervona Znameanka (reședința), Novociudneve, Oleksandrivka și Panasivka.

## Demografie
Componența lingvistică a comunei Cervona Znameanka
     Ucraineană (94,04%)
     Rusă (4,82%)
     Alte limbi (1,15%)
Conform recensământului din 2001, majoritatea populației comunei Cervona Znameanka era vorbitoare de ucraineană (94,04%), existând în minoritate și vorbitori de rusă (4,82%).